# Sitaromorpha
Sitaromorpha is een geslacht van kevers uit de familie oliekevers (Meloidae).
Het geslacht is voor het eerst wetenschappelijk beschreven in 1890 door Dokhtouroff.

## Soorten
Het geslacht omvat de volgende soort:
- Sitaromorpha wilkinsi Dokhtouroff, 1890